# Friställd
Friställd är en svensk TV-serie på tio avsnitt från 1969 med manus av Bengt Bratt och Henri Högberg och regi av Jackie Söderman. 

## Handling
Ett industriföretag inom pappersbranschen gör en omorganisering vilket drabbar de anställda och deras familjer hårt. Fabriken i industrisamhället Elfvik ska slå igen och 250 anställda kommer att bli utan jobb.

## Om serien
Serien producerades av SR Göteborg och visades i TV från den 22 april till 25 juni 1969. Den är till största delen inspelad i autentisk fabriksmiljö, en pappersmassefabrik där arbetarna medverkar som statister. I mars–maj 2016 fanns serien i SVT Öppet arkiv och återigen på SVT i oktober-november 2022

## Rollista
- Olof Huddén – Einar Eriksson
- Annika Tretow – Aina Eriksson, hans hustru
- Lars Green – Robert Eriksson, deras son
- Åsa Nelvin – Yvonne Eriksson, deras dotter
- Martin Berggren – Clas Eriksson, deras son
- Birgitta  Palme – Agneta
- Carl-Ivar Nilsson – Lennart
- Alf Nilsson – Göte
- Folke Hjort – Gunnar
- Marian Gräns – Clary
- Stellan Agerlo – Erik
- Rune Ottoson – "Knekten", förman
- Hans Råstam – direktör Ekberg
- Sören Alm – direktör Lindman
- Elisabeth Wærner – Hilda
- Ann-Christine Nilsson – Elsie
- Sven Berle – Nyström
- Magnus Österlin – Wilhelm
- Tore Lindqvist – ingenjör Widén
- Wiveca Warenfalk – Marianne Widén
- Per Elam – Berggren
- Evy Tibell – fru Ekman
- Thure Carlman – Karl
- Svante Odqvist – kommunalordförande
- Märta Ternstedt – modern
- Hans Strååt – personalchef
- Tove Waltenburg – Ingeborg